# Car Mechanic Simulator 2021
Car Mechanic Simulator 2021 es un videojuego de simulación desarrollado por Red Dot Games y publicado por PlayWay para PlayStation 4, Windows, Xbox One, Xbox Series X/S y PlayStation 5. Es la cuarta entrega de la serie Car Mechanic Simulator.

## Jugabilidad
Car Mechanic Simulator 2021 es un juego de simulación donde se comienza como el nuevo propietario de un taller de coches y abre camino hasta convertirse en un imperio de servicios.
Se puede ampliar la gama de servicios invirtiendo en un nuevo espacio de trabajo y equipamiento. Se pueden reparar, arreglar, probar, pintar, ajustar y reconstruir automóviles. Se puede visitar una casa de subastas y comprar automóviles en diversas condiciones. Se puede probar suerte en el granero. Algunos de ellos pueden tener joyas ocultas, si se logran encontrar.
Hay una cantidad de pedidos y misiones de historia. Cada misión ofrece un conjunto único de requisitos y desafíos que se tienen que afrontar.
Cuando se haya terminado de mejorar el taller, será el momento de crear un coche de proyecto. Se puede ahorrar algo de dinero, comprar un vehículo propio y dejarlo impecable.

## Recepción
Car Mechanic Simulator 2021 recibió críticas "mixtas o promedio" según el sitio web agregador de reseñas Metacritic.
Florian Franck de GameStar escribió: "Car Mechanic Simulator 2021 se basa en características establecidas. En definitiva,
la simulación carece de innovaciones".
Game World Navigator Magazine escribió: "Hay algunas mejoras menores aquí y allá, pero no hay ninguna característica nueva que destaque: en eso se han invertido tres años de desarrollo. La única razón para obtener CMS2021 por el precio completo es si, por alguna razón, te perdiste la versión 2018".
Darius Matusiak de Gamepressure escribió: "Los desarrolladores del estudio polaco Red Dot Games han optado por una evolución lenta de su marca. Yo todavía estoy esperando una revolución. Quería un coche nuevo y reluciente recién salido de fábrica, pero me he encontrado con un coche usado decente que, aunque bonito y funcional, no es nada espectacular".
Patrik Hajda de Games.cz escribió: "Car Mechanic Simulator 2021 es, más que nada, una remasterización ligera de la entrega anterior. Es muy bonito y sus minijuegos son divertidos, pero si buscas algo significativamente nuevo, te llevarás una decepción. Si tienes CMS2018 con todos sus DLC, no hay muchas razones para pasarte al nuevo".
William Cennamo de ScreenRant escribió: "Car Mechanic Simulator 2021 es una sólida actualización de la serie CMS. Todos los elementos y gráficos actualizados serán una adición bienvenida para los jugadores anteriores y un lugar perfecto para comenzar para los nuevos. Ciertamente, no es un juego que nadie querría jugar en exceso durante un fin de semana, pero cualquier fanático de la reparación de automóviles disfrutará de este durante años, o hasta la próxima entrega de la serie, si continúa evolucionando y adaptándose hacia un juego más orientado a los detalles".